# Juan Ibarrondo Portilla
Juan Ibarrondo Portilla (Vitoria, 1962) es un activista social, escritor, guionista y director de cine vasco.

## Biografía
Nació en Vitoria en 1962. Su padre José María Ibarrondo era periodista. Su madre Amparo Portilla era hermana de Micaela Portilla.Su tía Micaela fue una gran influencia para él y para el resto de su familia. Les llevaba a los sobrinos a recorrer en un taxi, los pueblos de Álava. Le ayudaban a medir las torres y las casas fuertes, y lo que para ellos era un juego, para ella era su trabajo. Aprendieron mucho de Arte e Historia gracias a ella.
En 1976, era un adolescente de apenas 14 años, cuando cinco trabajadores fueron asesinados en Vitoria. La masacre del 3 de Marzo fue, para él, un referente político y vital muy importante. Su casa estaba frente al Sindicato Vertical, donde acababan todas las manifestaciones de los obreros y veía cómo la Policía les esperaba. Eso le marcó mucho y su visión política también se vio marcada, por aquellos hechos de marzo del 76. Ha mantenido mucha relación activista y política con personas que participaron en aquellos hechos. Siempre ha sido para mí como un referente vital y político muy importante.
Estudió Psicología en la Universidad del País Vasco. Diploma en escritura de guiones cinematográficos (SGAE-UPV, 2007). Diploma en escritura de guiones para series de ficción en televisión (SGAE-UPV, 2008). Diploma de guion avanzado (Centro Cultural Larrotxene, 2010).

### Trayectoria profesional
En el año 1988 fue uno de los fundadores de la librería Zuloa de la calle Pintorería de Vitoria, de la que fue propietario y responsable durante 12 años.Trabaja en diferentes campos de la escritura, como la novela, el ensayo, la columna periodística, el reportaje, y el guion cinematográfico. Le gusta la buena ciencia ficción, y la novela histórica, dos formas de tomar distancia hacia el futuro o el pasado, para -en el fondo- hablar del presente.
De 1990 a 1999  fue crítico literario en Herri Irratia, Radio Vitoria, Radio Nacional de España. De 1992 a 2002 condujo y redactó guiones radiofónicos para programas culturales, de actualidad, tertulias y magazines en Hala Bedi Irratia.En el año 2006 fundó la revista virtual de pensamiento y creación Eutsi.Ha realizado reportajes para el semanario Zazpika (2009-2013),y para el Diario de Noticias de Álava (2006-2013). Ha escrito artículos de opinión para Diagonal y Rebelión (Madrid) (2011-2014).Escribe en El Saltoy en Naiz.

### Trayectoria activista
Participó activamente en el movimiento antimilitarista durante las luchas contra el servicio militar a finales de los años 70 del siglo XX, e impulsó en los años 80 la creación de medios de comunicación alternativos como Resiste y Hala Bedi Irratia. Pertenece a la asociación de derechos humanos Argituz y a la iniciativa Sare en defensa de los derechos de los presos vascos; además, promueve la agricultura ecológica desde la asociación Zabalortu en Vitoria.En 2022 fue una de las personas que presentaron el observatorio DeScAraba, para velar por los derechos sociales.

## Obra

### Guion cinematográfico
- Guion Vitoria 3 de Marzo. Dirección Victor Cabacos. Producción Sonora. Estreno 1 de marzo de 2018. Largometraje de ficción.
- Guion video promocional. Proyecto Artístico Transalinas. Dirección Sandra Santos. Producción Asociación Transalinas (2013)
- Asesor de guion en el film de Bertha Gaztelumendi: Mariposas en el hierro. Producido por CIINPI, y seleccionado en el Festival Internacional de Cine de San Sebastián (2012).[19]
- Guion del largometraje El alférez Doña Catalina. Proyecto premiado por el centro cultural Montehermoso de Vitoria Gasteiz (2009-2010).[20]
- Guion del cortometraje ESCAPE. Producido por el centro cultural Larrotxene de San Sebastián. Dirigido por Estíbaliz Yurre. Interpretado por Txubio Fdz de Jaúregi,  Ane Gisasola… Productor artístico Michel Gaztambide (2010).[21]
- Guion del documental histórico de ficción Canteros, adquirido por la Fundación Catedral Santa María. Vitoria Gasteiz (2008).
- Guion del cortometraje El Trenecito, becado por la fundación Artium. Realizado por el taller de vídeo de la Escuela de Artes y Oficios. Vitoria Gasteiz (2008).[22]
- Guion del cortometraje: Gárgola Rojinegra. Realizado por Gentzane Martín y Carol Caiaffa (2007).[23]
- MEMORIAL 3 DE MARZO. Relato tramatizado para audioguía (2015-2018).[24]
- Guionista y codirector del documental Templos, torres y caminos, sobre la vida de Micaela Portilla.[25]

### Teatro
- Guion y dirección de Teatro Belaunen Arteko Historia. Adquirido por el Ayuntamiento de Vitoria Gasteiz. Interpretado por Gorka Aginagalde, Itziar Atienza… (2011).

### Narrativa
- Novela: Gerotron 2050 (Libros en acción 2012).[26]
- Novela: Metamorfosis (Ttarttalo, 2011).[20]
- Novela: Las ruinas de la catedral nueva (Bassarai, 2008).[27]
- Novela: Retazos de la red (Bassarai, 2005).[28]
- Novela: Vivos muertos y viajeros (Arabera, 2003).[29]

- Ensayo: Convertir el tiempo en Oro (Libros de la Catarata, 2015).[30]
- Ensayo: Zaramaga. Memoria de un barrio (Arabera, 2019).[31]
- Ensayo: Anticuerpos contra el neoliberalismo (Txertoa, 2020).[32]

### Proyectos culturales
- Grupo motor de la edición 2011 de INMERSIONES, exposición colectiva en la sala Amárica de Vitoria, sobre arte y sostenibilidad. Organizada por Proyecto Amárica.[33]
- Coordinador de la iniciativa Eraztunez Eraztun premiada por el Ayuntamiento de Vitoria-Gasteiz, dentro de las actividades de la capitalidad verde europea (2012).[34]
- Imparte desde 2012 el curso cultural "Comprender los conflictos internacionales" en el Ayuntamiento de Vitoria.[35]
- Coordina desde 2012 el club de lectura "Leer, pensar y compartir".[36]
- Obra artística conjunta con Marta Gil, “Detector de Mentiras sobre la Paz”. Seleccionada para la edición de 2012 de INMERSIONES.[37]
- “Detector de mentiras sobre las personas migrantes” Obra artística conjunta con Marta Gil. Seleccionada por el Centro Cultural Montehermoso de Vitoria Gasteiz. Edición Proyectos Artísticos 2013.[38]
- Lector y corrector de la editorial Bassarai (2004-2008).[6]
- Responsable de la revista literaria que editaba la librería Zuloa (1986-1999).[6]

- Presidente de la Asociación Micaela Portilla.[39]

## Premios y reconocimientos
- 1989 Premio Ministerio de Educación, Cultura a la Mejor Labor de Difusión Cultural Realizada por Librerías.[40]
- 1995 Tercer premio a la mejor labor cultural realizada por una librería en España, otorgado por el Ministerio de Cultura <<< no aparece nada
- 2011 Pregonero de las primeras fiestas del barrio de Zabalgana de Vitoria.[41]